# 김경환 (축구 선수)
김경환(金京煥, 2003년 4월 8일 ~ )는 대한민국의 축구 선수이며 포지션은 중앙 미드필더이다. 현재 K리그1의 대전 하나 시티즌에서 K4리그의 평택 시티즌로 임대되어 뛰고있다.